# Torneo Clausura 2012 (Chile)
El Campeonato Nacional Petrobras de Clausura de Primera División del Fútbol Profesional 2012, o simplemente Torneo Clausura 2012, fue el segundo y último torneo de la temporada 2012 de la primera división del fútbol chileno y lo organizó la Asociación Nacional de Fútbol Profesional (ANFP). El torneo comenzó el 6 de julio y finalizó el 9 de diciembre con el triunfo de Huachipato en la final sobre Unión Española en tanda de penales. De esta forma el elenco acerero se proclamó campeón del torneo, obtuvo su segunda estrella oficial, inscribió su nombre en el Huemul de Plata y clasificó a Copa Libertadores 2013 como Chile 1.
Se desarrolló en modalidad mexicana, es decir, se jugó una Fase Clasificatoria, donde se enfrentaron todos contra todos en una sola rueda. Los 8 primeros de la tabla de posiciones general accedieron a los play-offs o sistema de eliminación directa, en donde los equipos jugaron en cuartos de final, semifinal y final (partidos de ida y vuelta).

## Aspectos generales

### Modalidad
Una vez disputada la fase regular, se jugaron los play-offs, en la cual el equipo que ganó la final se proclamó campeón de este torneo, inscribió su nombre en el Huemul de Plata y además, clasificó automáticamente a la Copa Libertadores 2013 como "Chile 2".
 Los cupos para la Copa Sudamericana 2013 son:
- "Chile 2": Será para el equipo que termine en el primer lugar de la fase regular, siempre y cuando no haya clasificado a la fase de grupos de la Copa Libertadores 2013, ni haya clasificado como campeón de la Copa Sudamericana 2012 a la Copa Libertadores del año siguiente.[4]
- "Chile 3" y "Chile 4": Serán para los equipos que terminen en el primer y segundo lugar del Torneo de Transición 2013, siempre y cuando no hayan clasificado a la fase de grupos de la Copa Libertadores 2013, ni hayan clasificado como campeón de la Copa Sudamericana 2012 a la Copa Libertadores del año siguiente.[4]

## Datos de los clubes
| Equipo | Equipo                    | Entrenador                             | Entrenador            | Ciudad      | Estadio                              | Capacidad | Marca    | Patrocinador          |
| ------ | ------------------------- | -------------------------------------- | --------------------- | ----------- | ------------------------------------ | --------- | -------- | --------------------- |
|        | Audax Italiano            | Bandera de Argentina                   | Pablo Marini          | Santiago    | Bicentenario Municipal de La Florida | 12.000    | Diadora  | Traverso S.A.         |
|        | Cobreloa                  | Bandera de Argentina                   | Javier Torrente       | Calama      | Municipal de Calama                  | 15.000    | Lotto    | Finning CAT           |
|        | Cobresal                  | Bandera de Chile                       | Óscar del Solar       | El Salvador | El Cobre                             | 20.752    | Lotto    | PF                    |
|        | Colo-Colo                 | Bandera de Argentina                   | Omar Labruna          | Santiago    | Monumental                           | 47.017    | Umbro    | Cristal               |
|        | Deportes Antofagasta      | Bandera de Chile                       | Gustavo Huerta        | Antofagasta | Parque Juan López                    | 4.000     | Training | Minera Escondida      |
|        | Deportes Iquique          | Bandera de Argentina                   | Diego Gabriel Musiano | Iquique     | Tierra de Campeones                  | 12.000    | Lotto    | ZOFRI                 |
|        | Deportes La Serena        | Bandera de Chile                       | Marcelo Caro          | La Serena   | La Portada                           | 18.500    | Topper   |                       |
|        | Huachipato                | Bandera de Chile                       | Jorge Pellicer        | Talcahuano  | CAP                                  | 10.500    | Mitre    | CAP                   |
|        | O'Higgins                 | Bandera de Argentina                   | Eduardo Berizzo       | Rancagua    | El Teniente                          | 14.450    | Diadora  | Agrosuper             |
|        | Palestino                 | Bandera de Chile                       | Emiliano Astorga      | Santiago    | Municipal de La Cisterna             | 12.000    | Training | PF                    |
|        | Rangers                   | Bandera de Argentina                   | Dalcio Giovagnoli     | Talca       | Bicentenario Fiscal de Talca         | 8.232     | Lotto    | PF                    |
|        | Santiago Wanderers        | Bandera de Chile                       | Ivo Basay             | Valparaíso  | Elías Figueroa Brander               | 18.500    | Mitre    | TPS                   |
|        | Unión Española            | Bandera de Chile                       | José Luis Sierra      | Santiago    | Santa Laura-Universidad SEK          | 22.000    | Joma     | Universidad SEK Chile |
|        | Unión La Calera           | Bandera de Chile                       | Raúl Toro             | La Calera   | Municipal Nicolás Chahuán Nazar      | 10.000    | Training | PF                    |
|        | Unión San Felipe          | Bandera de Chile                       | Nelson Soto           | San Felipe  | Municipal de San Felipe              | 10.000    | Joma     | PF                    |
|        | Universidad Católica      | Bandera de Uruguay · Bandera de España | Martín Lasarte        | Santiago    | San Carlos de Apoquindo              | 20.000    | Puma     | DirecTV               |
|        | Universidad de Chile      | Bandera de Argentina                   | Jorge Sampaoli        | Santiago    | Nacional Julio Martínez Pradános     | 50.000    | Adidas   | Claro                 |
|        | Universidad de Concepción | Bandera de Chile                       | Fernando Díaz         | Concepción  | Municipal Alcaldesa Ester Roa        | 29.000    | Penalty  | PF                    |

## Equipos porregión
| Región               | N.º | Equipos                                                                                           |
| -------------------- | --- | ------------------------------------------------------------------------------------------------- |
| Región Metropolitana | 6   | Audax Italiano, Colo-Colo, Palestino, Unión Española, Universidad Católica y Universidad de Chile |
| Valparaíso           | 3   | Santiago Wanderers, Unión La Calera y Unión San Felipe                                            |
| Antofagasta          | 2   | Cobreloa y Deportes Antofagasta                                                                   |
| Biobío               | 2   | Huachipato y Universidad de Concepción                                                            |
| Tarapacá             | 1   | Deportes Iquique                                                                                  |
| Atacama              | 1   | Cobresal                                                                                          |
| Coquimbo             | 1   | Deportes La Serena                                                                                |
| O'Higgins            | 1   | O'Higgins                                                                                         |
| Maule                | 1   | Rangers                                                                                           |

|
| Audax Italiano Universidad de Chile Colo-Colo Universidad Católica Unión Española Palestino |

|}

## Clasificación
| Clas | Pos | Equipo                    | Pts | PJ | G | E | P | GF | GC | Dif |
| ---- | --- | ------------------------- | --- | -- | - | - | - | -- | -- | --- |
|      | 1º  | Colo-Colo                 | 33  | 17 | 9 | 6 | 2 | 32 | 14 | 18  |
|      | 2º  | Universidad de Chile      | 33  | 17 | 9 | 6 | 2 | 32 | 20 | 12  |
|      | 3º  | Palestino                 | 30  | 17 | 9 | 3 | 5 | 22 | 18 | 4   |
|      | 4º  | Deportes Iquique          | 30  | 17 | 9 | 3 | 5 | 24 | 27 | -3  |
|      | 5º  | Rangers                   | 30  | 17 | 8 | 6 | 3 | 27 | 19 | 8   |
|      | 6º  | Huachipato                | 25  | 17 | 7 | 4 | 6 | 23 | 21 | 2   |
|      | 7º  | Unión Española            | 24  | 17 | 7 | 3 | 7 | 28 | 28 | 0   |
|      | 8º  | Audax Italiano            | 23  | 17 | 6 | 5 | 6 | 29 | 26 | 3   |
|      | 9º  | Universidad Católica      | 23  | 17 | 6 | 5 | 6 | 24 | 23 | 1   |
|      | 10º | Cobresal                  | 22  | 17 | 5 | 7 | 5 | 22 | 24 | -2  |
|      | 11º | Unión San Felipe          | 21  | 17 | 6 | 3 | 8 | 19 | 21 | -2  |
|      | 12º | Cobreloa                  | 20  | 17 | 6 | 2 | 9 | 23 | 24 | -1  |
|      | 13º | Deportes Antofagasta      | 20  | 17 | 6 | 2 | 9 | 26 | 29 | -3  |
|      | 14º | O'Higgins                 | 20  | 17 | 5 | 5 | 7 | 22 | 27 | -5  |
|      | 15º | Santiago Wanderers        | 19  | 17 | 4 | 7 | 6 | 27 | 28 | -1  |
|      | 16º | Universidad de Concepción | 15  | 17 | 3 | 6 | 8 | 17 | 28 | -11 |
|      | 17º | Unión La Calera           | 15  | 17 | 2 | 9 | 6 | 11 | 18 | -7  |
|      | 18º | Deportes La Serena        | 12  | 17 | 2 | 6 | 9 | 20 | 33 | -13 |

Pts = Puntos; PJ = Partidos Jugados; G = Partidos Ganados; E = Partidos Empatados; P = Partidos Perdidos; GF = Goles Anotados; GC = Goles Recibidos; Dif = Diferencia de gol
|  | Clasificado a Play-Offs y a la Copa Sudamericana 2013 como "Chile 2". |
|  | Clasificados a Play-Offs.                                             |

## Evolución de la clasificación
| Equipo / Fecha            | 01 | 02 | 03 | 04 | 05 | 06 | 07 | 08 | 09 | 10 | 11 | 12 | 13 | 14 | 15 | 16 | 17 |
| ------------------------- | -- | -- | -- | -- | -- | -- | -- | -- | -- | -- | -- | -- | -- | -- | -- | -- | -- |
| Audax Italiano            | 5  | 10 | 5  | 3  | 4  | 6  | 10 | 12 | 13 | 14 | 14 | 14 | 11 | 10 | 9  | 7  | 8  |
| Cobreloa                  | 16 | 18 | 18 | 15 | 17 | 15 | 13 | 14 | 11 | 13 | 12 | 12 | 8  | 7  | 8  | 11 | 12 |
| Cobresal                  | 14 | 6  | 2  | 4  | 5  | 7  | 11 | 13 | 14 | 11 | 11 | 7  | 9  | 12 | 14 | 14 | 10 |
| Colo-Colo                 | 4  | 4  | 8  | 9  | 9  | 12 | 12 | 10 | 6  | 6  | 5  | 4  | 5  | 3  | 4  | 1  | 1  |
| Deportes Antofagasta      | 15 | 17 | 13 | 11 | 13 | 10 | 7  | 5  | 7  | 9  | 7  | 8  | 10 | 9  | 11 | 13 | 13 |
| Deportes Iquique          | 17 | 9  | 9  | 13 | 15 | 11 | 9  | 7  | 3  | 3  | 1  | 3  | 4  | 2  | 3  | 4  | 5  |
| Deportes La Serena        | 10 | 16 | 12 | 12 | 12 | 14 | 15 | 17 | 15 | 15 | 15 | 16 | 16 | 17 | 18 | 18 | 18 |
| Huachipato                | 7  | 12 | 15 | 16 | 11 | 8  | 4  | 9  | 10 | 12 | 13 | 11 | 7  | 6  | 6  | 6  | 6  |
| O'Higgins                 | 1  | 2  | 11 | 8  | 7  | 3  | 6  | 8  | 9  | 7  | 8  | 9  | 12 | 11 | 10 | 12 | 14 |
| Palestino                 | 3  | 3  | 3  | 7  | 6  | 9  | 5  | 4  | 5  | 5  | 4  | 2  | 1  | 4  | 1  | 2  | 3  |
| Rangers                   | 8  | 5  | 6  | 2  | 1  | 1  | 2  | 1  | 1  | 1  | 2  | 1  | 3  | 1  | 2  | 3  | 4  |
| Santiago Wanderers        | 9  | 14 | 14 | 17 | 18 | 17 | 17 | 18 | 17 | 17 | 17 | 17 | 17 | 18 | 16 | 15 | 15 |
| Unión Española            | 6  | 13 | 7  | 5  | 8  | 5  | 8  | 6  | 8  | 8  | 10 | 13 | 14 | 14 | 13 | 9  | 7  |
| Unión La Calera           | 11 | 7  | 10 | 10 | 10 | 13 | 16 | 15 | 16 | 16 | 16 | 15 | 15 | 15 | 15 | 16 | 17 |
| Unión San Felipe          | 12 | 15 | 17 | 18 | 14 | 16 | 14 | 11 | 12 | 10 | 9  | 10 | 13 | 13 | 12 | 10 | 11 |
| Universidad Católica      | 18 | 8  | 4  | 6  | 3  | 4  | 3  | 3  | 4  | 4  | 6  | 6  | 6  | 8  | 7  | 8  | 9  |
| Universidad de Chile      | 2  | 1  | 1  | 1  | 2  | 2  | 1  | 2  | 2  | 2  | 3  | 5  | 2  | 5  | 5  | 5  | 2  |
| Universidad de Concepción | 13 | 11 | 16 | 14 | 16 | 18 | 18 | 16 | 18 | 18 | 18 | 18 | 18 | 16 | 17 | 17 | 16 |

* Nota: No siempre los partidos de cada jornada se jugaron en la fecha programada por diversos motivos y cuando dichos encuentros pendientes se juaron, esta tabla se rehízo tal como si se hubieran disputado en las fechas programadas originalmente.

## Play-offs
Concluida la Fase Clasificatoria, los 8 primeros equipos de la tabla general accedieron a esta etapa y disputaron el título del Torneo de Clausura Petrobras 2012.
Los encuentros se efectuaron en partidos de ida y vuelta, siendo local en el partido de ida el equipo que obtuvo la peor ubicación en la tabla general.
En caso de igualdad en puntaje en cualquiera de las fases de los play-offs, el equipo vencedor se determinó de la siguiente forma:
- El que presentó la mejor diferencia entre los goles marcados y recibidos en la respectiva serie.
- El que obtuvo la mejor ubicación en la tabla de cómputo general.

Ambos criterios se aplicaron en cuartos de final y semifinal. Solamente aquello cambió para la Final, en donde de producirse empate en el marcador global, el campeón se definió mediante lanzamientos penales.
|  | Cuartos de final                           | Cuartos de final                           | Cuartos de final                           |   |            | Semifinales                          | Semifinales                          | Semifinales                          |  |  | Final                          | Final                          | Final                          |
|  | 20 y 21 nov. (ida) - 24 y 25 nov. (vuelta) | 20 y 21 nov. (ida) - 24 y 25 nov. (vuelta) | 20 y 21 nov. (ida) - 24 y 25 nov. (vuelta) |   |            | 28 y 29 nov. (ida) - 2 dic. (vuelta) | 28 y 29 nov. (ida) - 2 dic. (vuelta) | 28 y 29 nov. (ida) - 2 dic. (vuelta) |  |  | 5 dic. (ida) - 9 dic. (vuelta) | 5 dic. (ida) - 9 dic. (vuelta) | 5 dic. (ida) - 9 dic. (vuelta) |
|  |                                            |                                            |                                            |   |            |                                      |                                      |                                      |  |  |                                |                                |                                |
|  | Colo-Colo                                  | 2                                          | 4                                          |   |            |                                      |                                      |                                      |  |  |                                |                                |                                |
|  | Audax Italiano                             | 0                                          | 5                                          |   |            |                                      |                                      |                                      |  |  |                                |                                |                                |
|  | Audax Italiano                             | 0                                          | 5                                          |   | Colo-Colo  | 1                                    | 0                                    |                                      |  |  |                                |                                |                                |
|  |                                            |                                            |                                            |   | Colo-Colo  | 1                                    | 0                                    |                                      |  |  |                                |                                |                                |
|  |                                            | Unión Española                             | 3                                          | 2 |            |                                      |                                      |                                      |  |  |                                |                                |                                |
|  | Universidad de Chile                       | Unión Española                             | 3                                          | 2 | 0          | 1                                    |                                      |                                      |  |  |                                |                                |                                |
|  | Universidad de Chile                       |                                            |                                            |   | 0          | 1                                    |                                      |                                      |  |  |                                |                                |                                |
|  | Unión Española                             | 0                                          | 4                                          |   |            |                                      |                                      |                                      |  |  |                                |                                |                                |
|  |                                            |                                            |                                            |   |            |                                      |                                      |                                      |  |  | Unión Española                 | 3                              | 1 (2)                          |
|  |                                            |                                            | Huachipato                                 | 1 | 3 (3)      |                                      |                                      |                                      |  |  |                                |                                |                                |
|  | Palestino                                  | 1                                          | 1                                          |   |            |                                      |                                      |                                      |  |  |                                |                                |                                |
|  | Huachipato                                 | 1                                          | 2                                          |   |            |                                      |                                      |                                      |  |  |                                |                                |                                |
|  | Huachipato                                 | 1                                          | 2                                          |   | Huachipato | 1                                    | 1                                    |                                      |  |  |                                |                                |                                |
|  |                                            |                                            |                                            |   | Huachipato | 1                                    | 1                                    |                                      |  |  |                                |                                |                                |
|  |                                            | Rangers                                    | 0                                          | 1 |            |                                      |                                      |                                      |  |  |                                |                                |                                |
|  | Deportes Iquique                           | Rangers                                    | 0                                          | 1 | 0          | 0                                    |                                      |                                      |  |  |                                |                                |                                |
|  | Deportes Iquique                           |                                            |                                            |   | 0          | 0                                    |                                      |                                      |  |  |                                |                                |                                |
|  | Rangers                                    | 1                                          | 1                                          |   |            |                                      |                                      |                                      |  |  |                                |                                |                                |

### Cuartos de final

#### Colo-Colo - Audax Italiano
| 20 de noviembre de 2012, 18:00 | Audax Italiano | 0:2 (0:2) | Colo-Colo                     | Bicentenario Municipal de La Florida, Santiago (La Florida) |                                                         |
|                                |                | Reporte   | Olivi 39' · Fierro 43' (pen.) | Asistencia: 5.892 espectadores Árbitro(s): Jorge Osorio     | Asistencia: 5.892 espectadores Árbitro(s): Jorge Osorio |

| 24 de noviembre de 2012, 20:00 | Colo-Colo                                | 4:5 (2:1) | Audax Italiano                                  | Monumental, Santiago (Macul)                               |                                                            |
|                                | Millar 6' · Fierro 42' · Olivi 81' 90+3' | Reporte   | Sáez 14' 63' 54' · García 72' (pen.) · Mora 75' | Asistencia: 19.762 espectadores Árbitro(s): Eduardo Gamboa | Asistencia: 19.762 espectadores Árbitro(s): Eduardo Gamboa |

- Colo-Colo ganó 6-5 en el marcador global.

#### Universidad de Chile - Unión Española
| 21 de noviembre de 2012, 19:00 | Unión Española | 0:0     | Universidad de Chile | Santa Laura-Universidad SEK, Santiago (Independencia)     |                                                           |
|                                |                | Reporte |                      | Asistencia: 9.332 espectadores Árbitro(s): Eduardo Gamboa | Asistencia: 9.332 espectadores Árbitro(s): Eduardo Gamboa |

| 25 de noviembre de 2012, 17:45 | Universidad de Chile | 1:4 (1:0) | Unión Española                            | Nacional Julio Martínez Prádanos, Santiago (Ñuñoa)        |                                                           |
|                                | Ubilla 14'           | Reporte   | Jaime 50' · Hernandez 76' · Rubio 85' 90' | Asistencia: 21.034 espectadores Árbitro(s): Enrique Osses | Asistencia: 21.034 espectadores Árbitro(s): Enrique Osses |

- Unión Española ganó 4-1 en el marcador global.

#### Palestino - Huachipato
| 20 de noviembre de 2012, 20:30 | Huachipato | 1:1 (0:1) | Palestino         | Estadio CAP, Talcahuano                                   |                                                           |
|                                | Núñez 83'  | Reporte   | Chaves 14' (pen.) | Asistencia: 3.844 espectadores Árbitro(s): Patricio Polic | Asistencia: 3.844 espectadores Árbitro(s): Patricio Polic |

| 24 de noviembre de 2012, 17:45 | Palestino    | 1:2 (0:1) | Huachipato                  | Municipal de La Cisterna, Santiago (La Cisterna)        |                                                         |
|                                | Teuber 90+2' | Reporte   | Villalobos 38' · Cortés 49' | Asistencia: 1.428 espectadores Árbitro(s): Jorge Osorio | Asistencia: 1.428 espectadores Árbitro(s): Jorge Osorio |

- Huachipato ganó 3-2 en el marcador global.

#### Deportes Iquique - Rangers
| 21 de noviembre de 2012, 21:15 | Rangers   | 1:0 (0:0) | Deportes Iquique | Bicentenario Fiscal de Talca, Talca                     |                                                         |
|                                | Gómez 61' | Reporte   |                  | Asistencia: 3.545 espectadores Árbitro(s): Claudio Puga | Asistencia: 3.545 espectadores Árbitro(s): Claudio Puga |

| 25 de noviembre de 2012, 20:00 | Deportes Iquique | 0:1 (0:0) | Rangers       | Tierra de Campeones, Iquique                            |                                                         |
|                                |                  | Reporte   | Reynero 90+2' | Asistencia: 6.109 espectadores Árbitro(s): Carlos Ulloa | Asistencia: 6.109 espectadores Árbitro(s): Carlos Ulloa |

- Rangers ganó 2-0 en el marcador global.

### Semifinal

#### Colo-Colo - Unión Española
| 28 de noviembre de 2012, 19:30 | Unión Española                          | 3:1 (0:1) | Colo-Colo      | Santa Laura-Universidad SEK, Santiago (Independencia)    |                                                          |
|                                | Hernández 47' · Jaime 55' · Rubio 90+1' | Reporte   | Fuenzalida 30' | Asistencia: 14.233 espectadores Árbitro(s): Claudio Puga | Asistencia: 14.233 espectadores Árbitro(s): Claudio Puga |

| 2 de diciembre de 2012, 17:45 | Colo-Colo | 0:2 (0:0) | Unión Española        | Monumental, Santiago (Macul)                             |                                                          |
|                               |           | Reporte   | Leal 77' · Madrid 82' | Asistencia: 38.823 espectadores Árbitro(s): Jorge Osorio | Asistencia: 38.823 espectadores Árbitro(s): Jorge Osorio |

- Unión Española ganó 5-1 en el marcador global.

#### Rangers - Huachipato
| 29 de noviembre de 2012, 21:15 | Huachipato     | 1:0 (0:0) | Rangers | Estadio CAP, Talcahuano                                       |                                                               |
|                                | Villalobos 56' | Reporte   |         | Asistencia: 6.071 espectadores Árbitro(s): Claudio Fuenzalida | Asistencia: 6.071 espectadores Árbitro(s): Claudio Fuenzalida |

| 2 de diciembre de 2012, 20:00 | Rangers    | 1:1 (0:0) | Huachipato    | Bicentenario Fiscal de Talca, Talca                      |                                                          |
|                               | Díaz 90+1' | Reporte   | Rodríguez 53' | Asistencia: 6.231 espectadores Árbitro(s): Enrique Osses | Asistencia: 6.231 espectadores Árbitro(s): Enrique Osses |

- Huachipato ganó 2-1 en el marcador global.

### Final

#### Unión Española - Huachipato
| 5 de diciembre de 2012, 19:30 | Unión Española                   | 3:1 (0:1) | Huachipato | Santa Laura-Universidad SEK, Santiago (Independencia)      |                                                            |
|                               | Merlo 49' (a.g.) · Jaime 60' 79' | Reporte   | Núñez 9'   | Asistencia: 14.369 espectadores Árbitro(s): Julio Bascuñán | Asistencia: 14.369 espectadores Árbitro(s): Julio Bascuñán |

| 9 de diciembre de 2012, 18:00 | Huachipato                                                  | 3:1 (2:1) (3 – 2 p.)       | Unión Española                                | Estadio CAP, Talcahuano                                 |                                                         |
|                               | González 37' 43' · Villalobos 89'                           | Reporte                    | Currimilla 28'                                | Asistencia: 9.026 espectadores Árbitro(s): Claudio Puga | Asistencia: 9.026 espectadores Árbitro(s): Claudio Puga |
|                               |                                                             | Tiros desde el punto penal |                                               |                                                         |                                                         |
|                               | Rodríguez · Villalobos · González · Cortés · Aceval · Merlo |                            | Vecchio · Jaime · Rubio · Díaz · Lobos · Leal |                                                         |                                                         |

- Huachipato ganó 3-2 en los lanzamientos penales, luego de empatar 4-4 en el marcador global.

## Campeón
|                               |
| Campeón Huachipato 2.º título |

## Tabla Acumulada
Esta tabla acumulada, que es la sumatoria de las tablas de las fases regulares del Apertura y Clausura, se utilizó para determinar al tercer equipo que clasificó a Copa Libertadores, a los equipos que tuvieron que jugar la Liguilla de Promoción y a los equipos que descendieron de categoría.
- "Chile 3": Con excepción de Universidad de Chile y Huachipato, Deportes Iquique clasificó directamente a la Copa Libertadores 2013 bajo el rotulo antes mencionado.

- Liguilla de Promoción: Universidad de Concepción y Cobresal disputaron esta liguilla con Everton, que terminó cuarto en la tabla de posiciones de la Primera B y Barnechea, que perdió la final de subcampeonato, respectivamente.

- Descensos: Unión San Felipe y Deportes La Serena descendieron automáticamente a la Primera B 2013. A ellos se sumó Universidad de Concepción, que descendió por perder la Liguilla de Promoción y fueron reemplazados por San Marcos de Arica, campeón anual de dicha categoría, Ñublense, que ganó la final de subcampeonato y Everton, que derrotó a los penquistas en la Liguilla de Promoción, respectivamente.

|  | Pos | Equipo                    | Pts | PJ | G  | E  | P  | GF | GC | Dif |
|  | --- | ------------------------- | --- | -- | -- | -- | -- | -- | -- | --- |
|  | 1º  | Universidad de Chile      | 73  | 34 | 22 | 7  | 5  | 76 | 34 | 42  |
|  | 2º  | Deportes Iquique          | 65  | 34 | 19 | 8  | 7  | 54 | 41 | 13  |
|  | 3º  | Colo-Colo                 | 59  | 34 | 16 | 11 | 7  | 54 | 35 | 19  |
|  | 4º  | O'Higgins                 | 55  | 34 | 16 | 7  | 11 | 53 | 42 | 11  |
|  | 5º  | Universidad Católica      | 53  | 34 | 14 | 11 | 9  | 55 | 40 | 15  |
|  | 6º  | Unión Española            | 51  | 34 | 15 | 6  | 13 | 66 | 56 | 10  |
|  | 7º  | Palestino                 | 48  | 34 | 14 | 6  | 14 | 36 | 44 | -8  |
|  | 8º  | Rangers                   | 48  | 34 | 13 | 9  | 12 | 44 | 44 | 0   |
|  | 9º  | Huachipato                | 48  | 34 | 13 | 9  | 12 | 48 | 49 | -1  |
|  | 10º | Cobreloa                  | 43  | 34 | 13 | 4  | 17 | 46 | 49 | -3  |
|  | 11º | Audax Italiano            | 43  | 34 | 11 | 10 | 13 | 53 | 58 | -5  |
|  | 12º | Santiago Wanderers        | 39  | 34 | 10 | 9  | 15 | 55 | 58 | -3  |
|  | 13º | Unión La Calera           | 39  | 34 | 8  | 15 | 11 | 32 | 36 | -4  |
|  | 14º | Deportes Antofagasta      | 37  | 34 | 10 | 7  | 17 | 36 | 49 | -13 |
|  | 15º | Universidad de Concepción | 36  | 34 | 8  | 12 | 14 | 40 | 55 | -12 |
|  | 16º | Cobresal                  | 35  | 34 | 7  | 12 | 15 | 39 | 64 | -25 |
|  | 17º | Unión San Felipe          | 34  | 34 | 8  | 10 | 16 | 31 | 42 | -11 |
|  | 18º | Deportes La Serena        | 31  | 34 | 7  | 10 | 17 | 44 | 66 | -22 |

Pts = Puntos; PJ = Partidos Jugados; G = Partidos Ganados; E = Partidos Empatados; P = Partidos Perdidos; GF = Goles Anotados; GC = Goles Recibidos; Dif = Diferencia de gol
|  | Clasificado a la Copa Libertadores 2013 como "Chile 1".         |
|  | Clasificado a la Copa Libertadores 2013 como "Chile 3".         |
|  | Jugaron la Liguilla de Promoción contra 2 equipos de Primera B. |
|  | Descendieron a la Primera B 2013.                               |

### Estadísticas
- El equipo con mayor cantidad de partidos ganados: Universidad de Chile 22 triunfos.
- El equipo con menor cantidad de partidos perdidos: Universidad de Chile 5 derrotas.
- El equipo con menor cantidad de partidos ganados: Cobresal y Deportes La Serena 7 triunfos.
- El equipo con mayor cantidad de partidos perdidos: Deportes La Serena, Cobreloa y Deportes Antofagasta 17 derrotas.
- El equipo con mayor cantidad de empates: Unión La Calera 15 empates.
- El equipo con menor cantidad de empates: Cobreloa 4 empates.
- El equipo más goleador del torneo: Universidad de Chile 76 goles a favor.
- El equipo más goleado del torneo: Deportes La Serena 66 goles en contra.
- El equipo menos goleado del torneo: Universidad de Chile 34 goles en contra.
- El equipo menos goleador del torneo: Unión San Felipe 31 goles a favor.
- Mejor diferencia de gol del torneo: Universidad de Chile convirtió 42 goles más de los que recibió.
- Peor diferencia de gol del torneo: Cobresal recibió 25 goles más de los que convirtió.
- Mayor goleada del torneo: Audax Italiano 0-6 Universidad de Chile (fecha 7 - Apertura), Rangers 5-0 Deportes Iquique (fecha 4 - Clausura).

## Liguilla de Promoción

#### Barnechea - Cobresal
| 18 de noviembre de 2012, 19:00 | Barnechea                                    | 3:1 (1:0) | Cobresal     | Santa Laura-Universidad SEK, Santiago                    |                                                          |
|                                | Caroca 6' · Farías 58' (a.g.) · Ibáñez 90+2' | Reporte   | Vuletich 55' | Asistencia: 2.139 espectadores Árbitro(s): Roberto Tobar | Asistencia: 2.139 espectadores Árbitro(s): Roberto Tobar |

| 24 de noviembre de 2012, 15:30 | Cobresal                          | 3:0 (1:0) | Barnechea | El Cobre, El Salvador                                   |                                                         |
|                                | Martínez 38' · Cuéllar 54', 64' · | Reporte   |           | Asistencia: 1.507 espectadores Árbitro(s): Claudio Puga | Asistencia: 1.507 espectadores Árbitro(s): Claudio Puga |

- Cobresal ganó por 4 a 3 en el marcador global y se mantiene en la Primera División, para la temporada 2013. Por su parte Barnechea se mantiene en la Primera B, para la misma temporada mencionada.

#### Everton - Universidad de Concepción
| 18 de noviembre de 2012, 16:30 | Everton         | 1:0 (1:0) | U. de Concepción | Sausalito, Viña del Mar                                  |                                                          |
|                                | Rojas 9' (pen.) | Reporte   |                  | Asistencia: 8.997 espectadores Árbitro(s): Enrique Osses | Asistencia: 8.997 espectadores Árbitro(s): Enrique Osses |

| 25 de noviembre de 2012, 15:30 | U. de Concepción | 1:3 (0:1) | Everton                      | Municipal Alcaldesa Ester Roa, Concepción                        |                                                                  |
|                                | Ramos 61' (pen.) |           | Muñoz 43', 65' · Suazo 90+4' | Asistencia: 6.000 aprox. espectadores Árbitro(s): Julio Bascuñán | Asistencia: 6.000 aprox. espectadores Árbitro(s): Julio Bascuñán |

- Everton ganó por 4 a 1 en el marcador global y asciende a la Primera División, para la temporada 2013. Por su parte Universidad de Concepción desciende a la Primera B, para la misma temporada mencionada.

## Estadísticas

### Goleadores
| Jugador              | Equipo                    | Goles |
| -------------------- | ------------------------- | ----- |
| Sebastián Sáez       | Audax Italiano            | 13    |
| Carlos Muñoz         | Colo-Colo                 | 12    |
| Sebastián Jaime      | Unión Española            | 12    |
| Miguel Ángel Cuéllar | Cobresal                  | 11    |
| Diego Chaves         | Palestino                 | 10    |
| Patricio Rubio       | Unión Española            | 10    |
| César Cortés         | Huachipato                | 8     |
| Braian Rodríguez     | Huachipato                | 8     |
| Milton Caraglio      | Rangers                   | 8     |
| Gabriel Vargas       | Universidad de Concepción | 8     |

### Equipo IdealEl Gráfico
El Equipo Ideal es un premio que se le entrega a los mejores jugadores del torneo y es organizado por el diario Chileno El Gráfico
| Posición  | Jugador          | Equipo               |
| --------- | ---------------- | -------------------- |
| Arquero   | Johnny Herrera   | Universidad de Chile |
| Defensa   | Luis Mena        | Colo-Colo            |
| Defensa   | Damián Ledesma   | Rangers              |
| Defensa   | José Rojas       | Universidad de Chile |
| Volante   | Matías Rodríguez | Universidad de Chile |
| Volante   | Charles Aránguiz | Universidad de Chile |
| Volante   | Emiliano Vecchio | Unión Española       |
| Volante   | Ramón Fernández  | O'Higgins            |
| Delantero | Carlos Muñoz     | Colo-Colo            |
| Delantero | Brian Rodríguez  | Huachipato           |
| Delantero | Milton Caraglio  | Rangers              |

En cursiva el mejor jugador del torneo

## 20 partidos con mejor asistencia
| Fecha | Estadio                 | Ciudad                  | Local                     | Visita                    | Público |
| ----- | ----------------------- | ----------------------- | ------------------------- | ------------------------- | ------- |
| 13    | Monumental              | Macul, Santiago         | Colo-Colo                 | Rangers                   | 39.969  |
| 14    | Monumental              | Macul, Santiago         | Colo-Colo                 | Universidad de Chile      | 41.764  |
| 11    | Monumental              | Macul, Santiago         | Colo-Colo                 | Unión Española            | 39.130  |
| PO    | Monumental              | Macul, Santiago         | Colo-Colo                 | Unión Española            | 38.823  |
| 17    | Monumental              | Macul, Santiago         | Colo-Colo                 | Audax Italiano            | 28.520  |
| 10    | Monumental              | Macul, Santiago         | Colo-Colo                 | Huachipato                | 25.879  |
| PO    | Nacional                | Ñuñoa, Santiago         | Universidad de Chile      | Unión Española            | 21.034  |
| PO    | Monumental              | Macul, Santiago         | Colo-Colo                 | Audax Italiano            | 19.762  |
| 16    | Nacional                | Ñuñoa, Santiago         | Universidad de Chile      | Universidad Católica      | 19.013  |
| 5     | Ester Roa Rebolledo     | Concepción              | Universidad de Concepción | Colo-Colo                 | 15.759  |
| 9     | Nacional                | Ñuñoa, Santiago         | Palestino                 | Colo-Colo                 | 14.752  |
| Final | Santa Laura U-SEK       | Independencia, Santiago | Unión Española            | Huachipato                | 14.369  |
| PO    | Santa Laura U-SEK       | Independencia, Santiago | Unión Española            | Colo-Colo                 | 14.233  |
| 11    | Elías Figueroa Brander  | Valparaíso              | Santiago Wanderers        | Universidad de Chile      | 11.592  |
| 17    | Elías Figueroa Brander  | Valparaíso              | Santiago Wanderers        | Unión La Calera           | 11.138  |
| 2     | Santa Laura U-SEK       | Independencia, Santiago | Universidad de Chile      | Deportes La Serena        | 10.998  |
| 12    | San Carlos de Apoquindo | Las Condes, Santiago    | Universidad Católica      | Colo-Colo                 | 10.979  |
| 3     | Tierra de Campeones     | Iquique                 | Deportes Iquique          | Universidad de Chile      | 9.845   |
| 7     | La Portada              | La Serena               | Deportes La Serena        | Colo-Colo                 | 9.778   |
| PO    | Santa Laura U-SEK       | Independencia, Santiago | Unión Española            | Club Universidad de Chile | 9.332   |

## Hechos destacados
- A partir de este torneo, los árbitros para cada partido son sorteados antes del inicio de cada fecha.
- Este fue el último torneo que se juega bajo el formato de play offs, según lo anunciado por el presidente de la ANFP Sergio Jadue. El motivo principal de esta decisión es que a contar de mediados de 2013, debuta el formato europeo (agosto-mayo) en el fútbol chileno, el cual contempla la posibilidad de jugar un torneo anual de dos ruedas o 2 torneos semestrales, tal como se hizo en 1997.
- Universidad de Chile jugó sus partidos de local en el Estadio Santa Laura-Universidad SEK como alternativa, en caso de que el Estadio Nacional Julio Martínez Pradános fuese utilizado para cualquier partido de la selección chilena y/o cualquier evento extradeportivo que se efectuó durante el 2012, y solo jugó en el principal coliseo deportivo del país cuando enfrentó a Colo-Colo y Universidad Católica por motivos de mayor afluencia de espectadores.
- Después de 6 años, un entrenador chileno logró ser campeón. La última vez que esto ocurrió fue en el Torneo Clausura 2005, cuando Jorge Pellicer dirigía en ese entonces a Universidad Católica, y precisamente en este torneo, Pellicer volvió a coronarse como campeón desde la banca técnica.